# Allium simillimum
Allium simillimum là một loài thực vật có hoa trong họ Amaryllidaceae. Loài này được L.F.Hend. mô tả khoa học đầu tiên năm 1900.